# Gare d'Opheusden
La gare d'Opheusden (en néerlandais station Opheusden) est une gare néerlandaise située à Opheusden, dans la province de Gueldre.
La gare est située sur la ligne Merwede-Linge (rivière), dans les provinces de la Hollande-Méridionale et le Gueldre, sur le trajet reliant Dordrecht à Elst via Geldermalsen.
Les trains s'arrêtant à la gare d'Opheusden font partie du service assuré par la compagnie Syntus reliant Tiel à Arnhem via Elst.

## Histoire
La gare a été précédée par une halte ferroviaire au même endroit, connu sous le nom de Halte de Dalwagenstraat. Cette halte a été ouverte aux voyageurs de 1882 à 1890.